# Lijst van voetbalinterlands Barbados - Puerto Rico
Deze lijst van voetbalinterlands is een overzicht van alle officiële voetbalwedstrijden tussen de nationale teams van Barbados en Puerto Rico. De landen speelden tot op heden drie keer tegen elkaar. De eerste ontmoeting, een vriendschappelijke wedstrijd, werd gespeeld in Santo Domingo (Dominicaanse Republiek) op 8 maart 1974. Het laatste duel, een kwalificatiewedstrijd voor de Caribbean Cup 1994, vond plaats op 23 januari 1994 in Bridgetown.

## Wedstrijden
| № | Plaats        | Datum           | Competitie                      | Wedstrijd              | Uitslag |
| - | ------------- | --------------- | ------------------------------- | ---------------------- | ------- |
| 1 | Santo Domingo | 8 maart 1974    | Vriendschappelijk               | Barbados − Puerto Rico | 2 − 0   |
| 2 | Georgetown    | 11 maart 1993   | Caribbean Cup 1993 kwalificatie | Puerto Rico − Barbados | 1 − 0   |
| 3 | Bridgetown    | 23 januari 1994 | Caribbean Cup 1994 kwalificatie | Barbados − Puerto Rico | 0 − 1   |

## Samenvatting
| Competitie                 | Totaal gespeeld | Winst Barbados | Gelijk | Winst Puerto Rico | Doelsaldo Barbados – Puerto Rico |
| -------------------------- | --------------- | -------------- | ------ | ----------------- | -------------------------------- |
| Caribbean Cup-kwalificatie | 2               | 0              | 0      | 2                 | 0 − 2                            |
| Vriendschappelijk          | 1               | 1              | 0      | 0                 | 2 − 0                            |
| Totaal                     | 3               | 1              | 0      | 2                 | 2 − 2                            |

Wedstrijden bepaald door strafschoppen worden, in lijn met de FIFA, als een gelijkspel gerekend.